# أكاديمية الفنون البصرية (هلسنكي)

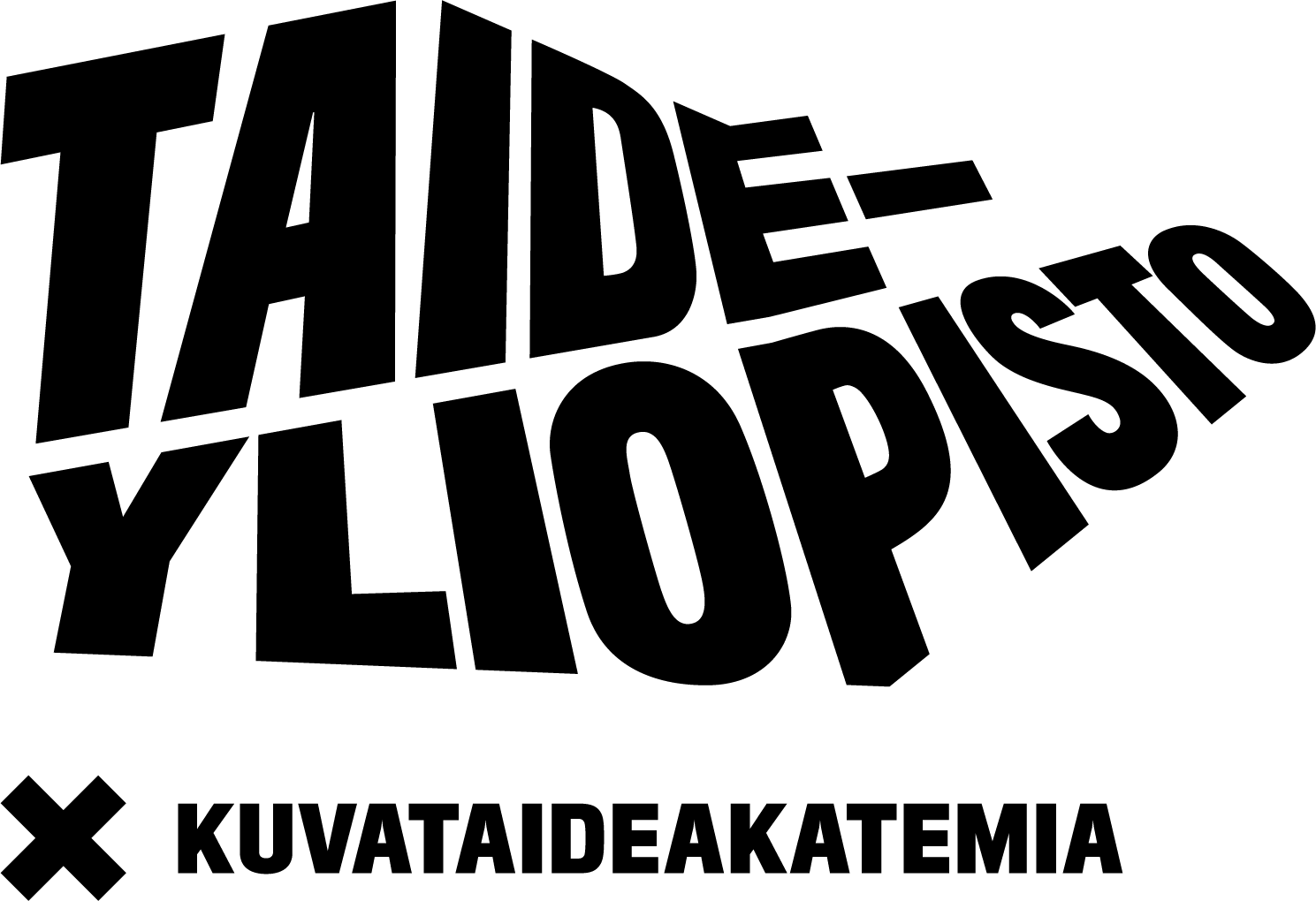

أكاديمية الفنون البصرية (بالفنلندية: Kuvataideakatemia؛ بالسويدية: Bildkonstakademin) في هلسنكي، فنلندا توفر أعلى تدريب نظري وعملي على المستوى الجامعي في البلاد في مجال الفنون البصرية.
تأسست الأكاديمية في عام 1848 من قبل مؤسسة خاصة تدعى جمعية فنلندا للفنون (بالفنلندية:Suomen Taideyhdistys). سـُميت الأكاديمية آنذاك مدرسة الرسم.
في عام 1939 أصبحت مدرسة أكاديمية الفنون الفنلندية (بالفنلندية: Suomen Taideakatemian koulu).
في عام 1985 أصبحت أكاديمية الفنون البصرية. في بداية عام 1993 تم رفع مكانة الأكاديمية إلى المستوى الجامعي. ثلاثة سنوات ونصف من الدراسة بدوام كامل تنتهي بالحصول على درجة البكالوريوس في الفنون البصرية، وتستغرق درجة الماجستير سنتين من الدراسة للحصول عليها.
في عام 1920، أصبح إلييل سآرينن، المعماري الفنلندي عضوا في أكاديمية الفنون البصرية.
في العام الدراسي 2004-2005 كان عدد الطلبة حوالي 240. هناك 13 المعلمين بدوام كامل، وحوالي 50 معلماً ومحاضراً يعملون بالساعة.
توجد أكاديمية الفنون البصرية في 4 شارع كايكو (Kaikukatu) في حي كاليو، إلى الشمال الشرقي من مركز هلسنكي.